# رافاييل سيلفا
رافاييل دا سيلفا (بالبرتغالية: Rafael da Silva)، (مواليد 4 أبريل 1992)، هو لاعب كرة قدم برازيلي يلعب مع نادي أوراوا رد دايموندز الياباني في مركز الهجوم.

## مسيرته الكروية

### آلبيركس نيغاتا
انضم رافاييل إلى آلبيركس نيغاتا في أغسطس 2014 قادماً من نادي لوغانو. ولعب أول مباراة له مع النادي في أمام سانفريس هيروشيما والتي خسرها فريقه بنتيجة 2–0 في 20 سبتمبر 2014. وسجل هدفه الأول مع النادي ضد كاواساكي فرونتال في 5 أكتوبر.

## إحصائياته مع النادي
أخر تحديث 23 فبراير 2017.
| أداء النادي | أداء النادي    | أداء النادي     | الدوري | الدوري | الكأس                | الكأس                | كأس السوبر          | كأس السوبر          | المجموع | المجموع |
| الموسم      | النادي         | الدوري          | لعب    | سجل    | لعب                  | سجل                  | لعب                 | سجل                 | لعب     | سجل     |
| اليابان     | اليابان        | اليابان         | الدوري | الدوري | كأس إمبراطور اليابان | كأس إمبراطور اليابان | كأس الدوري الياباني | كأس الدوري الياباني | المجموع | المجموع |
| ----------- | -------------- | --------------- | ------ | ------ | -------------------- | -------------------- | ------------------- | ------------------- | ------- | ------- |
| 2014        | آلبيركس نيغاتا | الدوري الياباني | 7      | 1      | 0                    | 0                    | –                   | –                   | 7       | 1       |
| 2015        | آلبيركس نيغاتا | الدوري الياباني | 17     | 7      | 2                    | 1                    | 9                   | 2                   | 28      | 10      |
| 2016        | آلبيركس نيغاتا | الدوري الياباني | 23     | 11     | 0                    | 0                    | 2                   | 0                   | 25      | 11      |
| الإجمالي    | الإجمالي       | الإجمالي        | 47     | 19     | 2                    | 1                    | 11                  | 2                   | 60      | 22      |

## روابط خارجية
- Profile at Urawa Reds
- Profile at Albirex Niigata
- رافاييل سيلفا على موقع الاتحاد الدولي (مؤرشف)  (الإنجليزية)
- رافاييل سيلفا على موقع رابطة كرة القدم اليابانية للمحترفين (اليابانية)
- رافاييل سيلفا على موقع قاعدة بيانات كرة القدم.إي يو (الإنجليزية)
- رافاييل سيلفا على موقع Soccerway.com (الإنجليزية)
- رافاييل سيلفا على موقع عالم كرة القدم.نت (الإنجليزية)